# Connie & Clyde
Connie & Clyde is een Vlaamse televisieserie voor de commerciële zender VTM, bedacht door Malin-Sarah Gozin, die voor de zender eerder ook Clan maakte. De serie ging in première op 4 september 2013.
In 2014 werd een tweede seizoen geproduceerd, maar dat werd niet uitgezonden door VTM. Uitzending volgde pas vanaf maart 2018 op Vitaya.

## Verhaal
De serie speelt zich af in en rond het relatiebureau Connie & Clyde. De zaakvoerder Connie Coninx pakt uit met de slagzinnen "Niet geschoten, altijd mis!" en "Als ík mijn 'Mister Right' gevonden heb, kan jij het ook!", hoewel haar eigen relatie allesbehalve denderend verloopt. In werkelijkheid lijkt ze iedereen gelukkiger te willen maken dan ze zelf is. Hiertoe hanteert ze geregeld vrij onorthodoxe koppelmethodes, waarbij de hulp van haar naaste medewerkers onmisbaar blijkt.

## Rolverdeling
| Acteur            | Personage     | Afleveringen | Seizoen |
| ----------------- | ------------- | ------------ | ------- |
| Eva Van Der Gucht | Connie Coninx | 1-heden      | 1-2     |
| Axel Daeseleire   | Hans          | 1-heden      | 1-2     |
| Nathalie Meskens  | Peggy         | 1-heden      | 1-2     |
| Tom Audenaert     | Pol           | 1-heden      | 1-2     |
| Ben Segers        | Vincent       | 1-heden      | 1-2     |
| Stefaan Degand    | Pascal        | 1-heden      | 1-2     |
| Luk Wyns          | Hugo Coninx   | 6-heden      | 1-2     |

## Afleveringen

### Seizoen 1 (VTM)
| Nr. | Titel                        | Uitzending        | Live kijkers | Gastacteurs                                                                                        |
| --- | ---------------------------- | ----------------- | ------------ | -------------------------------------------------------------------------------------------------- |
| 1   | De kaars                     | 4 september 2013  | 518.243      | Wine Dierickx, Nico Sturm                                                                          |
| 2   | De vloek                     | 4 september 2013  | 489.982      | Wine Dierickx, Eline Kuppens, Greg Timmermans                                                      |
| 3   | In hemelsnaam                | 11 september 2013 | 366.919      | Wine Dierickx, Nicole Josy, Tania Kloek, Liesa Naert, Luc Nuyens, Hugo Sigal, Tristan Versteven    |
| 4   | De jubilee                   | 18 september 2013 | 387.130      | Camilia Blereau, Marleen Maes, Tenzin Phuntsok, Jaak Van Assche, Robrecht Vanden Thoren            |
| 5   | Don Jos                      | 25 september 2013 | 323.919      | Guga Baúl, Hein Blondeel, Elke Van Mello                                                           |
| 6   | Gyn & tonic                  | 2 oktober 2013    | 341.454      | Na Young Jeon, Michael Pas, Brit Van Hoof                                                          |
| 7   | Liefde is blind              | 9 oktober 2013    | 356.342      | Guga Baúl, Na-Young Jeon, Ella Leyers, Karlijn Sileghem, Stijn Steyaert                            |
| 8   | Lieven op het eerste gezicht | 16 oktober 2013   | 376.736      | Silke Becu, Wouter Bruneel, Na-Young Jeon                                                          |
| 9   | Valentijn                    | 23 oktober 2013   | 306.196      | Na Young Jeon, Rudy Meuws, Inge Paulussen, Karlijn Sileghem, Joost Vandecasteele                   |
| 10  | De spier                     | 30 oktober 2013   | Onbekend     | Na Young Jeon, Chris Lomme, Inge Paulussen, Karlijn Sileghem                                       |
| 11  | Geflikt                      | 6 november 2013   | 382.375      | Tine Embrechts, Na Young Jeon, Rune Vandenbussche                                                  |
| 12  | Maatje voor het leven        | 13 november 2013  | 331.506      | Tine Cartuyvels, Robbie Cleiren, Tine Embrechts, Na Young Jeon, Jan Van den Bosch, Chris Willemsen |
| 13  | 12 lieven, 13 ongelukken     | 20 november 2013  | 392.564      | Koen Boogaerts, Cezanne Cuypers, Karolien De Beck, Aaron Roggeman, Karlijn Sileghem                |

### Seizoen 2 (Vitaya)
| Nr. | Titel                   | Uitzending    | Live kijkers | Gastacteurs |
| --- | ----------------------- | ------------- | ------------ | --- |
| 1   | Tot de dood ons scheidt | 20 maart 2018 | Onbekend     | Lucas Van den Eynde, Tania Van der Sanden, Wimie Wilhelm, Sofie Heyens, Griet De Wolf, Manoe Frateur, Ilse De Vis, Dille Mazouni                                                              |
| 2   | From Taiwan, with love  | 27 maart 2018 | Onbekend     | David Dermez, Bert Huysentruyt, Karlijn Sileghem, Lotte Heytens, Mieke Laureys, Charlotte Caluwaerts, Ilse Van De Geuchte, Anneke Van Hooff                                                   |
| 3   | Explosieve liefde       | 3 april 2018  | Onbekend     | Simon Van Buyten, Marleen Maes, Maria Plessers, Abigail Abraham, Cleo Raymaekers, Mano Dewulf, Floris Bosteels, Xander Proost, Lino Boodt, Wimie Wilhelm                                      |
| 4   | The lord of the ring    | 10 april 2018 | Onbekend     | Jelle Palmaerts, Roy Aernauts, Els Laenen, Tine Embrechts, Bert Huysentruyt |
| 5   | Wendy weet van Wanda    | 17 april 2018 | Onbekend     | Clara Cleymans, Maarten Ketels, Sid Van Oerle, Rik Willems, Wietse Tanghe, Anke Frédérick, Karlijn Sileghem                                                                                   |
| 6   | Better Luc next time    | 24 april 2018 | Onbekend     | Jeroen Van Dyck, Bert Huysentruyt, Brit Van Hoof, Lynn Van Royen, Pepijn De Paepe, Jens Vandergucht, Anne Mie Gils, Vic De Wachter, Kim Finoulst, Ilana Jones, Hanne Bosmans, Alexander Moens |
| 7   | Kinderen, geen bezwaar  | 1 mei 2018    | Onbekend     | Bert Huysentruyt, Tinne Ceuppens, Wim Willaert, Filip Peeters, Evgenia Brendes, Victor Zaïdi, Tristan Versteven, Peter Lissack, Thomas De Witte, Sieber Marly                                 |
| 8   | CSI, Love Investigation | 8 mei 2018    | Onbekend     | Natali Broods, Steve Geerts, Pascal De Witte, Sieber Marly, Tristan Versteven, Victor Zaïdi, Peter Lissack, Wouter De Boer                                                                    |
| 9   | De bevlekte ontvangenis | 15 mei 2018   | Onbekend     | Liesa Naert, Jeroen Perceval, Alain Rinckhout, Michael Pas, Karlijn Sileghem, Tineke Caels, Ilana Jones, Sieber Marly, Tristan Versteven, Victor Zaïdi, Peter Lissack                         |
| 10  | Cocktails for two       | 22 mei 2018   | Onbekend     | Rilke Eyckermans, Goele De Raedt, Bert Huysentruyt, Michael Pas, Karlijn Sileghem, David Cantens, Ilse De Vis, Jan Dendievel                                                                  |
| 11  | Time of my life         | 29 mei 2018   | Onbekend     | Bert Huysentruyt, Michael Pas, Karlijn Sileghem, Liesa Naert, Davy Brocatus, Dirk Van Vooren                                                                                                  |

## Trivia
- De reeks werd op woensdag uitgezonden en op vrijdag herhaald. Vaak haalde de vrijdaguitzending betere kijkcijfers dan die van woensdag. Op die manier haalde Connie & Clyde vaak wekelijks, samengerekend met de uitstelkijkers, 800.000 kijkers.
- De opnames van de reeks vonden plaats in Vilvoorde.
- Seizoen 1 is verkrijgbaar op dvd.